# آژاکس (خودرو آمریکایی)

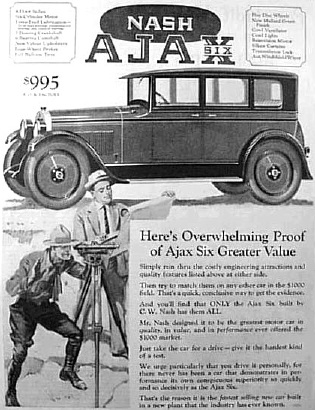

آژاکس (Ajax) خودرویی است که در سال‌های ۱۹۲۵ (به تعداد ۲۷،۳۰۰ واحد) و ۱۹۶۶ (به تعداد ۳۸،۶۲۲)  در ایالات متحده آمریکا تولید شده‌است. است. سیستم جعبه‌دندهٔ آن ۳ دنده به صورت دستی است.